# WrestleMania XXX
WrestleMania XXX è stata la 30ª edizione dell'annuale pay-per-view di wrestling WrestleMania, evento prodotto dalla WWE, che si è tenuto il 6 aprile 2014 presso il Mercedes-Benz Superdome di New Orleans, Louisiana. È stato il primo evento WWE che è stato contemporaneamente trasmesso in diretta dalla televisione in pay-per-view e dal nuovo servizio streaming della WWE, il WWE Network. Sette incontri di wrestling sono stati programmati nella card dell'evento e un match nel pre-show è stato in streaming sul WWE Network.
Daniel Bryan ha sconfitto Triple H nel primo incontro dello show e si è qualificato al Triple Threat match titolato del main-event, dove ha avuto la meglio su Batista e il campione in carica Randy Orton, diventando così il nuovo WWE World Heavyweight Champion. L'evento ha visto anche la fine della striscia di imbattibilità a WrestleMania di The Undertaker, che durava da 23 anni, per mano di Brock Lesnar.

## Produzione
WrestleMania è considerata l'evento di punta della WWE, ed è stata descritta come il Super Bowl dello sport spettacolo.
Il 18 febbraio 2013, la WWE ha annunciato che WrestleMania XXX si terrà presso il Mercedes-Benz Superdome nella città di New Orleans il 6 aprile 2014. Il 12 agosto, i pacchetti di viaggio per WrestleMania XXX sono andati in vendita, comprendendo i biglietti per WrestleMania, alloggio in una camera d'albergo e altre attività, tra cui i WrestleMania Axxess, la cerimonia della WWE Hall of Fame 2014 e il Raw successivo; il pacchetto più economico costa 795$ a persona. Il 16 novembre, i biglietti singoli sono andati in vendita attraverso Ticketmaster, con prezzi che vanno dai $25 agli $850. Mentre l'ordinazione di WrestleMania attraverso i pay-per-view televisivi costa tra i $55-$70, la WWE ha anche reso WrestleMania XXX disponibile in diretta attraverso il suo nuovo servizio di streaming online, il WWE Network, che costa $9.99 al mese con un contratto di sei mesi; WrestleMania è stato il primo evento disponibile contemporaneamente in pay-per-view e sul WWE Network.
L'evento è stata la prima WrestleMania ad essersi tenuta nello stato della Louisiana. Ci sono tre ufficiali theme song per l'evento, "Celebrate" di Kid Rock, Legacy di Eminem e "In Time" di Mark Collie. Un poster promozionale per l'evento è stato pubblicato attraverso i fornitori di pay-per-view come In Demand, con il motto laissez les bons temps rouler ("lasciate che i bei tempi scorrano", termine francese legato alla città di New Orleans dove l'evento si è svolto).
Alla fine di gennaio 2014, dopo la Royal Rumble, è stato riportato che CM Punk ha legittimamente abbandonato la WWE mentre era ancora sotto contratto e la WWE ha fermato la promozione dell'atleta per gli eventi futuri; l'editore di Wrestling Torch, Wade Keller, ha analizzato ciò come ha giocato una parte nella WrestleMania journey di Daniel Bryan.

## Storyline

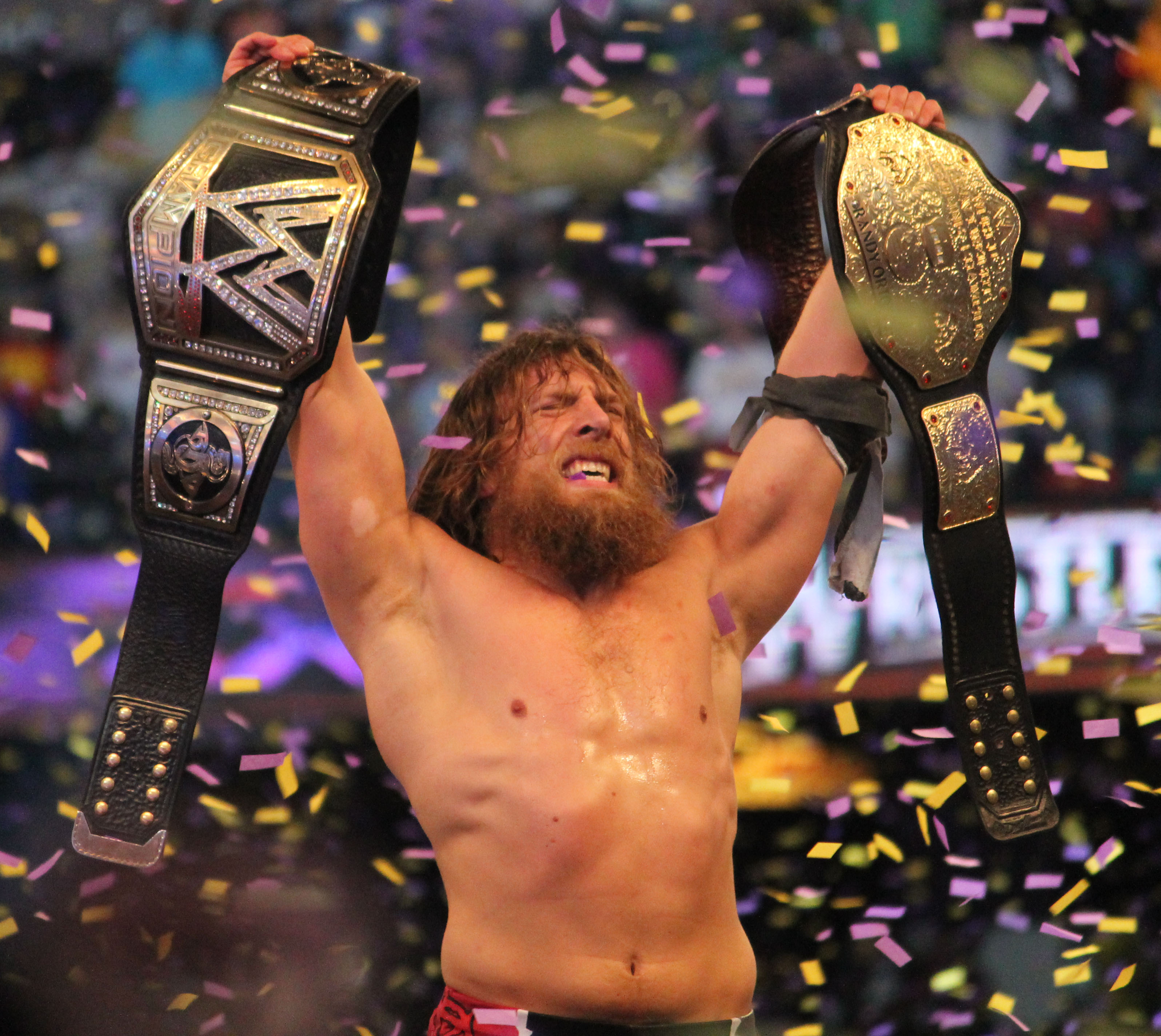
Dopo aver sconfitto Triple H nell'incontro d'apertura di WrestleMania XXX, Daniel Bryan conquistò il WWE World Heavyweight Championship, sconfiggendo il campione Randy Orton e Batista in un Triple Threat match, nel main event dello show.

Il 26 gennaio un rientrante Batista vince il Royal Rumble match 2014, diventando il quinto multiplo vincitore della Rumble e guadagnandosi un match per il WWE World Heavyweight Championship a WrestleMania XXX.
A Elimination Chamber, Randy Orton ha difeso con successo il titolo in un Elimination Chamber match per aggiudicarsi il suo posto nel match titolato di WrestleMania.
Il 21 febbraio, la WWE ha annunciato che Hulk Hogan era tornato in WWE e che sarebbe stato l'host dell'evento.
Il 24 febbraio Brock Lesnar, insieme al suo manager Paul Heyman, è apparso a Raw esprimendo le proprie lamentele per non essere stato inserito nel match per il titolo a WrestleMania.
Per placarli Triple H aveva dato loro un contratto che avrebbe permesso a Lesnar di sfidare chiunque ad un match a WrestleMania escludendo Orton o Batista; né Lesnar né Heyman, tuttavia, hanno accettato la "open challenge" e hanno deciso di andarsene in quanto hanno ritenuto che chiunque altro non sarebbe stato uno sfidante accettabile.
Come per rispondere a tale affermazione, ecco che è apparso The Undertaker, spingendo Lesnar a sfidare la sua Streak. Lesnar ha firmato il contratto e ha sbattuto la penna contro il petto di Undertaker per farlo firmare; questi ha risposto infilzando la mano di The Beast con la penna stessa e schiantandolo sul tavolo della firma con una Chokeslam.
Nella puntata di Raw del 10 marzo, Hulk Hogan ha annunciato che a WrestleMania si svolgerà una 30-men battle royal in onore dei trenta anni di WrestleMania e di André the Giant: il vincitore riceverà l'André the Giant Memorial Trophy. I seguenti wrestler sono stati annunciati come partecipanti: Alberto Del Rio, Big E, Big Show, Brodus Clay, Christian, Cody Rhodes, Damien Sandow, Darren Young, Dolph Ziggler, Fandango, Drew McIntyre, Goldust, The Great Khali, Heath Slater, Jinder Mahal, Justin Gabriel, Kofi Kingston, Mark Henry, The Miz, Rey Mysterio, Sheamus, R-Truth, Santino Marella, Sin Cara, Titus O'Neil e Zack Ryder.
Sin da SummerSlam, Triple H e l'Authority hanno in vari modi interferito nei match di Daniel Bryan per il WWE World Heavyweight Championship.
Dopo Elimination Chamber, evento nel quale Bryan ha perso a causa delle interferenze del direttore delle operazioni Kane, lo stesso Bryan ha sfidato Triple H, ricevendo però solo rifiuti.
Nella puntata di Raw del 10 marzo, Bryan e il suo "Yes Movement" hanno occupato il ring e si sono rifiutati di andarsene fino a quando Triple H non avesse accettato il match. Il COO si è visto quindi obbligato ad accettare, senza tuttavia accogliere la richiesta secondo la quale se Bryan dovesse vincere sarebbe stato aggiunto al match per il WWE World Heavyweight Championship più tardi quella notte.
Nella puntata di Raw del 17 marzo, Triple H ha cambiato la stipulazione dichiarando che chiunque vinca sarà poi aggiunto al match per il titolo, garantendo così un Triple Threat match per il WWE World Heavyweight Championship.

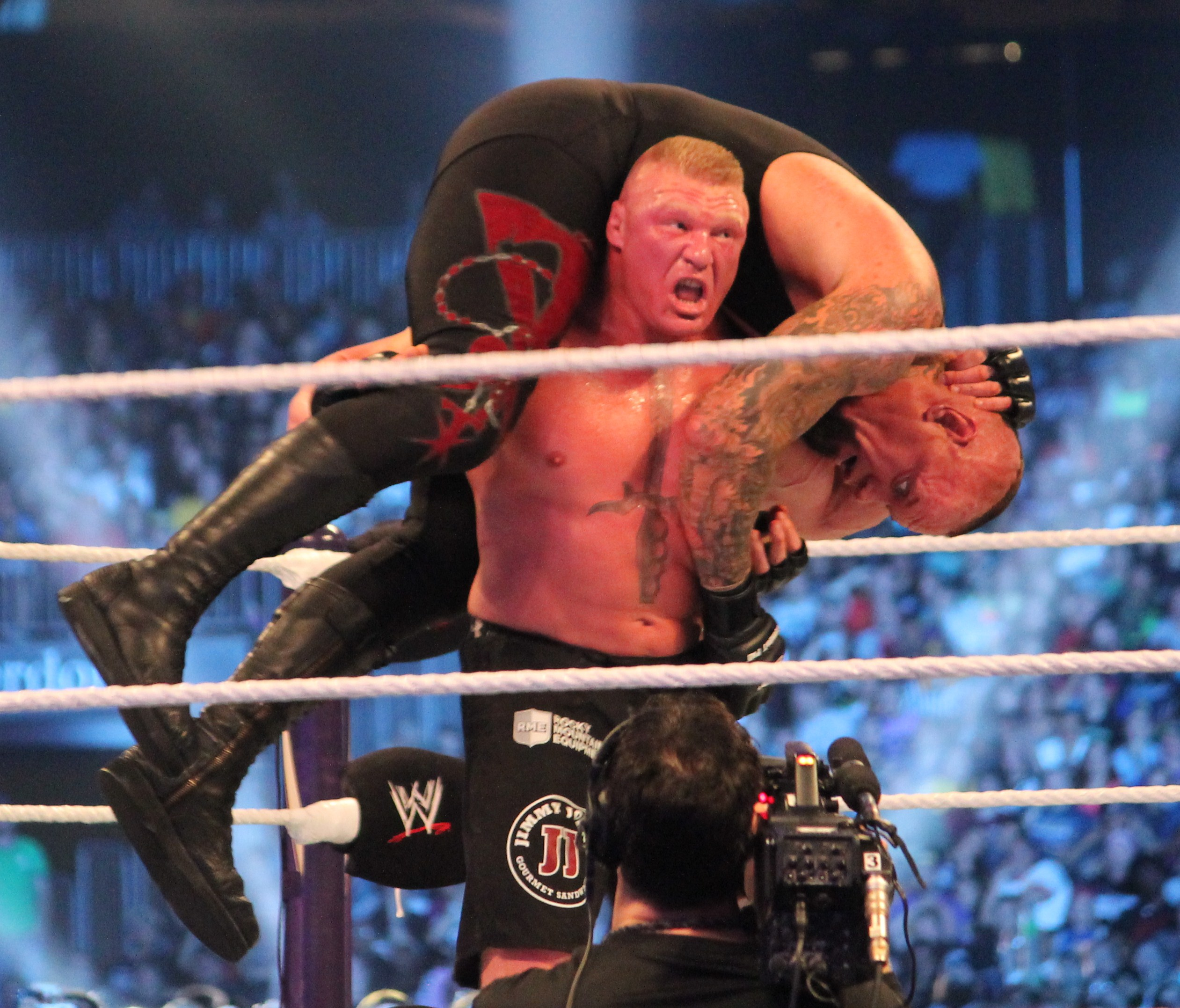
A WrestleMania XXX, Brock Lesnar sconfisse The Undertaker, fermando la Streak sul 21-1.

Alla Royal Rumble la Wyatt Family costò a John Cena il suo match contro Randy Orton per il WWE World Heavyweight Championship, e ciò ha portato Bray Wyatt ad eseguire una Sister Abigail su di lui dopo il match.
La notte successiva, a Raw, i Wyatt hanno interferito nel main event (John Cena, Daniel Bryan e Sheamus contro lo Shield) attaccando nuovamente Cena e dando così la vittoria alla squadra di quest'ultimo per squalifica.
A Elimination Chamber, i Wyatt costano ancora una volta a Cena il match e ciò ha portato Orton a schienare Cena per eliminarlo. La notte successiva, a Raw, Cena avrebbe risposto chiamando fuori i Wyatt, che hanno però portato un attacco talmente feroce che ha infortunato Cena.
Nella puntata di Raw del 10 marzo Cena ha annunciato la sua intenzione di partecipare all'André the Giant Memorial Battle Royal, ma dopo che i Wyatt hanno accusato Cena e Hulk Hogan di essere dei "bugiardi", insinuando che i loro personaggi eroici sono solo delle facciate, Cena ha invece lanciato una sfida a Wyatt per il pay-per-view, che Wyatt ha in seguito accettato.
Nelle puntate di Raw e SmackDown, lo Shield si è ribellato più volte agli ordini di Kane (prima per aiutarlo in un suo match contro Big Show, successivamente si sono rifiutati di attaccare Jerry Lawler ed hanno invece attaccato Kane). Questo portò alla scelta di Kane di farsi aiutare dai New Age Outlaws e di attaccare costantemente The Shield (rendendoli Face), interferendo anche nel match tra i 3MB, i Real Americans (Cesaro e Jack Swagger), RybAxel e The Shield (Dean Ambrose e Seth Rollins), che poi finì col pestaggio di questi ultimi eseguito da Kane, The New Age Outlaws e tutti gli altri partecipanti.
Nella puntata di SmackDown del 21 marzo, la Divas Champion AJ Lee si è unita al tavolo di commento durante un tag team match tra Summer Rae e Natalya contro le Bella Twins e ha insultato il general manager Vickie Guerrero. La settimana successiva, nella puntata di Raw del 24 marzo, la Guerrero è salita sul ring dopo il match titolato di Lee contro Naomi, che avrebbe vinto tramite count-out, e ha annunciato che AJ si troverà in una "Vickie Guerrero Invitational" single-fall, dove avrebbe difeso il titolo contro l'intero roster delle Divas compresa la sua guardaspalle Tamina Snuka.

## Risultati
| #       | Incontri | Stipulazioni | Durata |
| ------- | --- | --- | ------ |
| Kickoff | Gli Usos (c) hanno sconfitto Curtis Axel e Ryback, i Real Americans (con Zeb Colter) e i Los Matadores                                                       | Fatal four-way tag team elimination match per il WWE Tag Team Championship                                                   | 16:13  |
| 1       | Daniel Bryan ha sconfitto Triple H (con Stephanie McMahon)                                                                                                   | Single match Il vincitore sarebbe stato aggiunto al match per il WWE World Heavyweight Championship più avanti nella serata. | 25:58  |
| 2       | Lo Shield ha sconfitto Kane e i New Age Outlaws | Six-man tag team match | 2:56   |
| 3       | Cesaro ha vinto eliminando per ultimo Big Show | André the Giant Memorial Battle Royal                                                                                        | 13:25  |
| 4       | John Cena ha sconfitto Bray Wyatt (con Erick Rowan e Luke Harper)                                                                                            | Single match | 22:25  |
| 5       | Brock Lesnar (con Paul Heyman) ha sconfitto The Undertaker                                                                                                   | Single match | 25:12  |
| 6       | AJ Lee (c) ha sconfitto Aksana, Alicia Fox, Brie Bella, Cameron, Emma, Eva Marie, Layla, Naomi, Natalya, Nikki Bella, Rosa Mendes, Summer Rae e Tamina Snuka | Vickie Guerrero invitational match per il WWE Divas Championship                                                             | 6:48   |
| 7       | Daniel Bryan ha sconfitto Randy Orton (c) e Batista | Triple threat match per il WWE World Heavyweight Championship                                                                | 23:20  |

### André the Giant Memorial Battle Royal

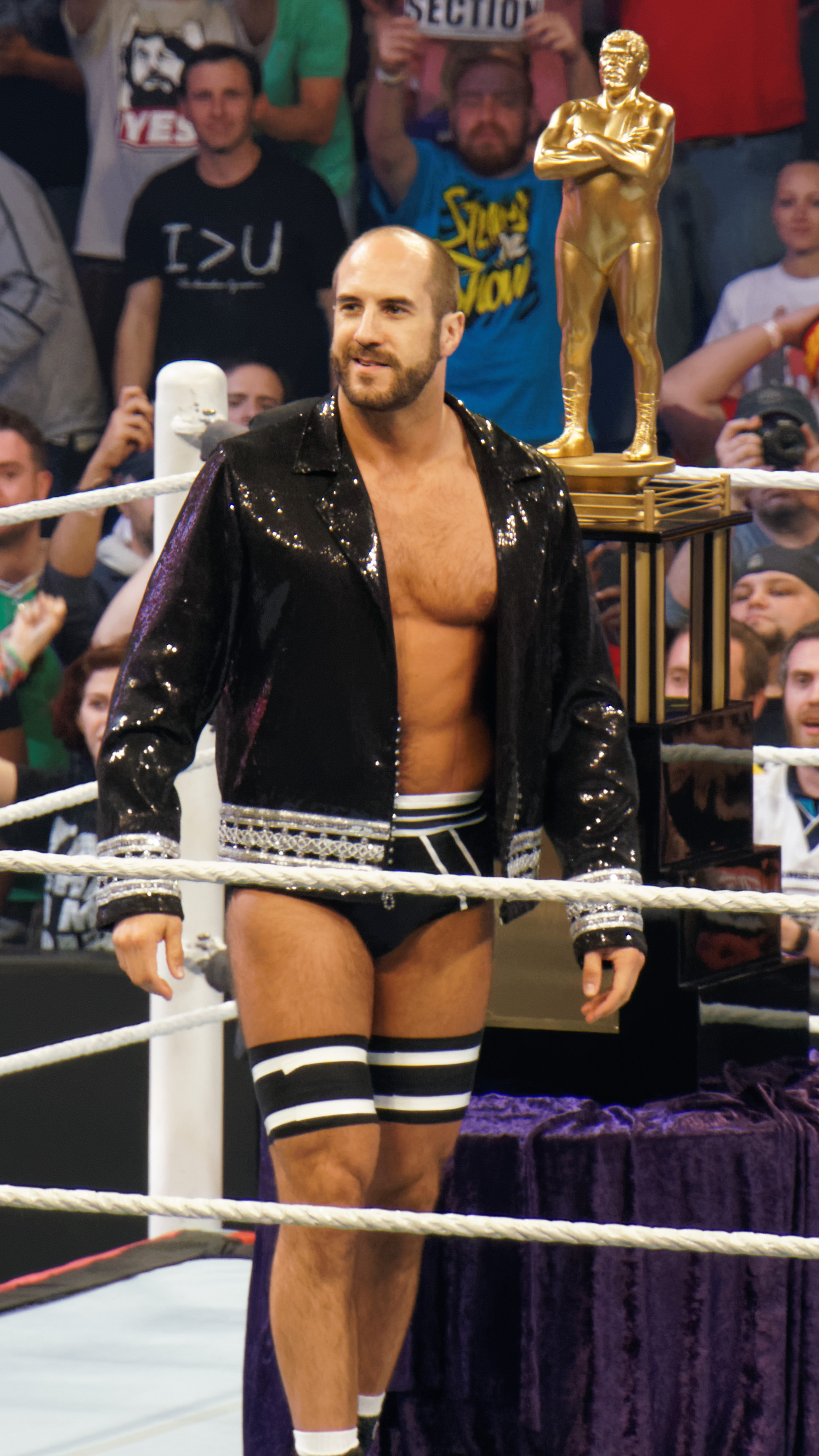
Cesaro, il primo vincitore dell'André the Giant Memorial Trophy

| #         | Wrestler        | Eliminato da                               | Tempo |
| --------- | --------------- | ------------------------------------------ | ----- |
| 1°        | Yoshi Tatsu     | The Great Khali                            | 00:17 |
| 2°        | Brad Maddox     | Cody Rhodes e The Great Khali              | 00:53 |
| 3°        | Brodus Clay     | The Great Khali                            | 01:31 |
| 4°        | The Great Khali | Heath Slater, Drew McIntyre e Jinder Mahal | 01:36 |
| 5°        | Zack Ryder      | Drew McIntyre e Jinder Mahal               | 02:03 |
| 6°        | Darren Young    | Heath Slater, Drew McIntyre e Jinder Mahal | 02:33 |
| 7°        | Drew McIntyre   | Mark Henry                                 | 02:57 |
| 8°        | Jinder Mahal    | Mark Henry                                 | 02:58 |
| 9°        | Heath Slater    | Mark Henry                                 | 03:08 |
| 10°       | Mark Henry      | Big Show                                   | 03:14 |
| 11°       | Titus O'Neil    | Big Show                                   | 03:44 |
| 12°       | The Miz         | Santino Marella                            | 04:31 |
| 13°       | Santino Marella | Alberto Del Rio                            | 04:41 |
| 14°       | Xavier Woods    | Damien Sandow                              | 04:48 |
| 15°       | Damien Sandow   | Cody Rhodes e Goldust                      | 05:06 |
| 16°       | Justin Gabriel  | Big E                                      | 05:23 |
| 17°       | David Otunga    | Big E                                      | 05:36 |
| 18°       | Big E Langston  | Fandango                                   | 05:54 |
| 19°       | Fandango        | Sheamus                                    | 06:43 |
| 20°       | R-Truth         | Big Show                                   | 07:01 |
| 21°       | Sin Cara        | Alberto Del Rio                            | 07:19 |
| 22°       | Tyson Kidd      | Alberto Del Rio                            | 07:35 |
| 23°       | Goldust         | Alberto Del Rio                            | 08:05 |
| 24°       | Cody Rhodes     | Alberto Del Rio                            | 08:22 |
| 25°       | Rey Mysterio    | Cesaro                                     | 09:05 |
| 26°       | Kofi Kingston   | Sheamus                                    | 11:13 |
| 27°       | Dolph Ziggler   | Alberto Del Rio                            | 11:31 |
| 28°       | Alberto Del Rio | Sheamus                                    | 12:18 |
| 29°       | Sheamus         | Alberto Del Rio                            | 12:19 |
| 30°       | Big Show        | Cesaro                                     | 13:25 |
| Vincitore | Cesaro          | —                                          | 13:25 |

## Conseguenze

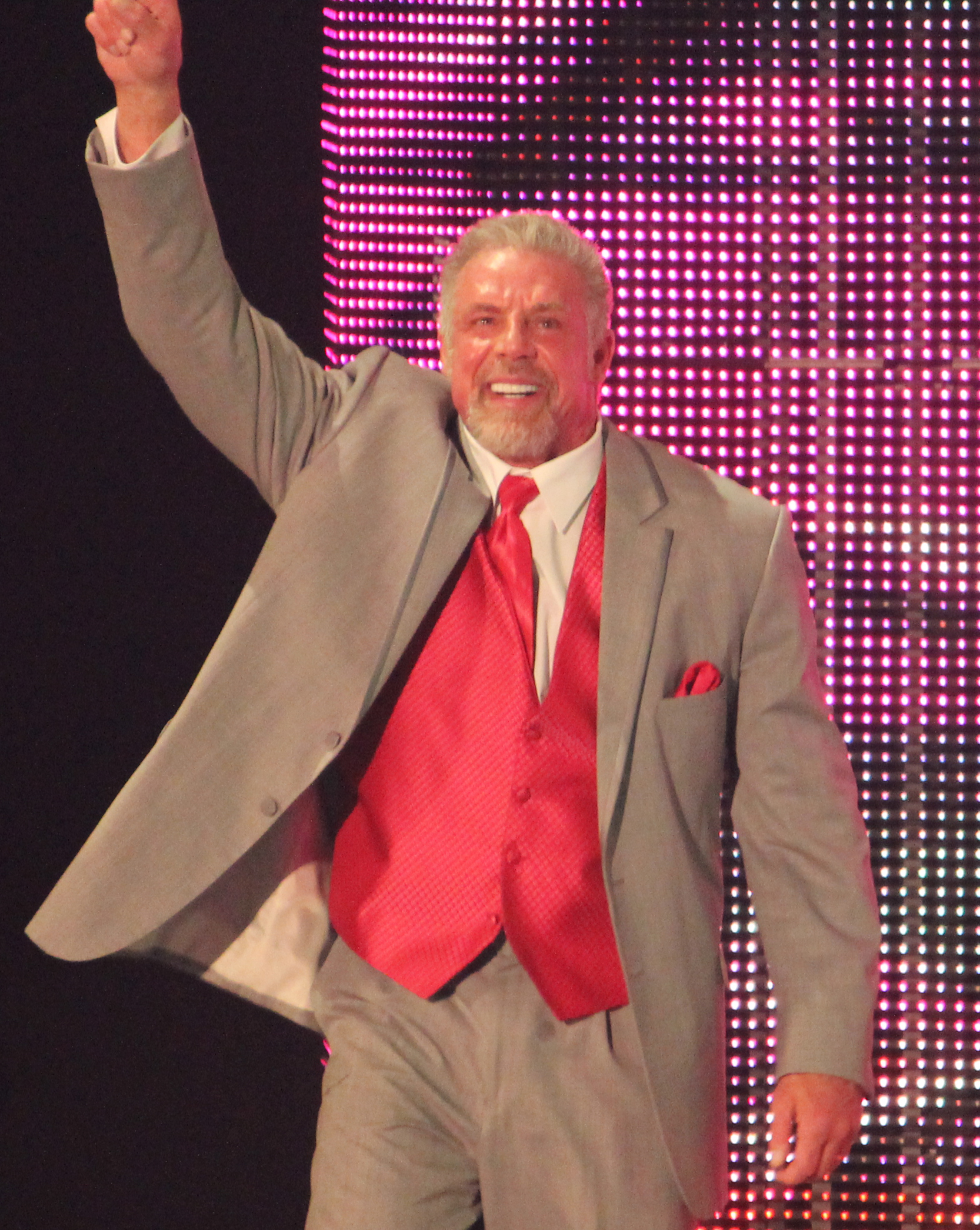
L'ultima apparizione pubblica di Warrior nella puntata post-WrestleMania di Raw del 7 aprile 2014, il giorno prima della sua morte

La prima apparizione di Ultimate Warrior a un'edizione di WrestleMania sin da WrestleMania XII, presiedendo l'annuncio dei prossimi ammessi nella WWE Hall of Fame, sarebbe stata anche la sua ultima. L'8 aprile, il giorno dopo la puntata di Raw dove fece un discorso ai fan, improvvisamente Warrior collassò e morì all'età di 54 anni in Arizona. La WWE omaggiò Warrior nel corso della puntata del 14 aprile di Raw.
Notoriamente, Undertaker fu trasportato via in ospedale in ambulanza dopo il match con Lesnar, circostanza che venne confermata dalla WWE motivandola con il fatto che aveva subito una "grave commozione cerebrale"; fu dimesso il giorno seguente. Nel maggio 2014, Shawn Michaels disse che Vince McMahon prese la decisione finale di porre termine alla streak di Undertaker circa quattro ore prima di WrestleMania XXX. McMahon confermò nel dicembre 2014 di essere stato lui a prendere la decisione e che Undertaker inizialmente restò scioccato. La decisione fu presa perché McMahon, credendo che sarebbe stato un grosso e definitivo push per la carriera di Brock Lesnar anche in vista della prossima edizione di WrestleMania, affermò di non prevedere altri validi candidati nel roster per ricoprire il ruolo di Lesnar nel prossimo futuro.